# Trofeo Alfredo Binda-Comune di Cittiglio 2021
La 45e édition du Trofeo Alfredo Binda-Comune di Cittiglio a lieu le 21 mars 2021. C'est la deuxième épreuve de l'UCI World Tour féminin 2021. Elle est remportée par l'Italienne Elisa Longo Borghini.

## Présentation

### Parcours
Le parcours est modifié par rapport aux éditions précédentes. Il débute par une partie en ligne, suivie d'un grand tour et de quatre petits tours. Ces derniers sont inchangés avec une longueur de 18 km. Sa principale difficulté est la montée allant à Orino. Une autre côte, celle de Casale, nettement plus courte, mais néanmoins raide, est présente. La partie en ligne, comporte aussi une montée vers Orino, mais depuis Cocquio-Trevisago. Le grand tour est modifié. La côte de Casale y fait son apparition. Il continue ensuite de manière traditionnelle vers Cunardo. À Orino, le parcours descend l'ascension emprunté durant les petits tours pour remonter la descente des petits tours. Il se dirige ensuite vers Cocquio-Trevisago avant de revenir vers la ligne d'arrivée.

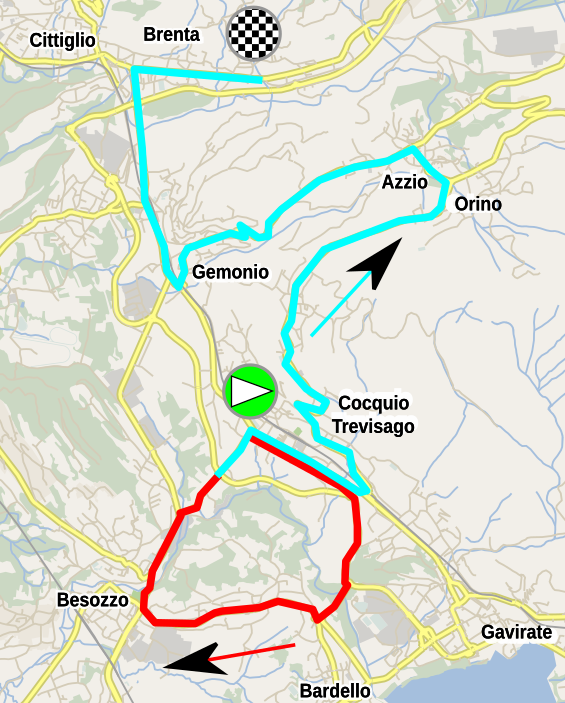
Partie en ligne de la course
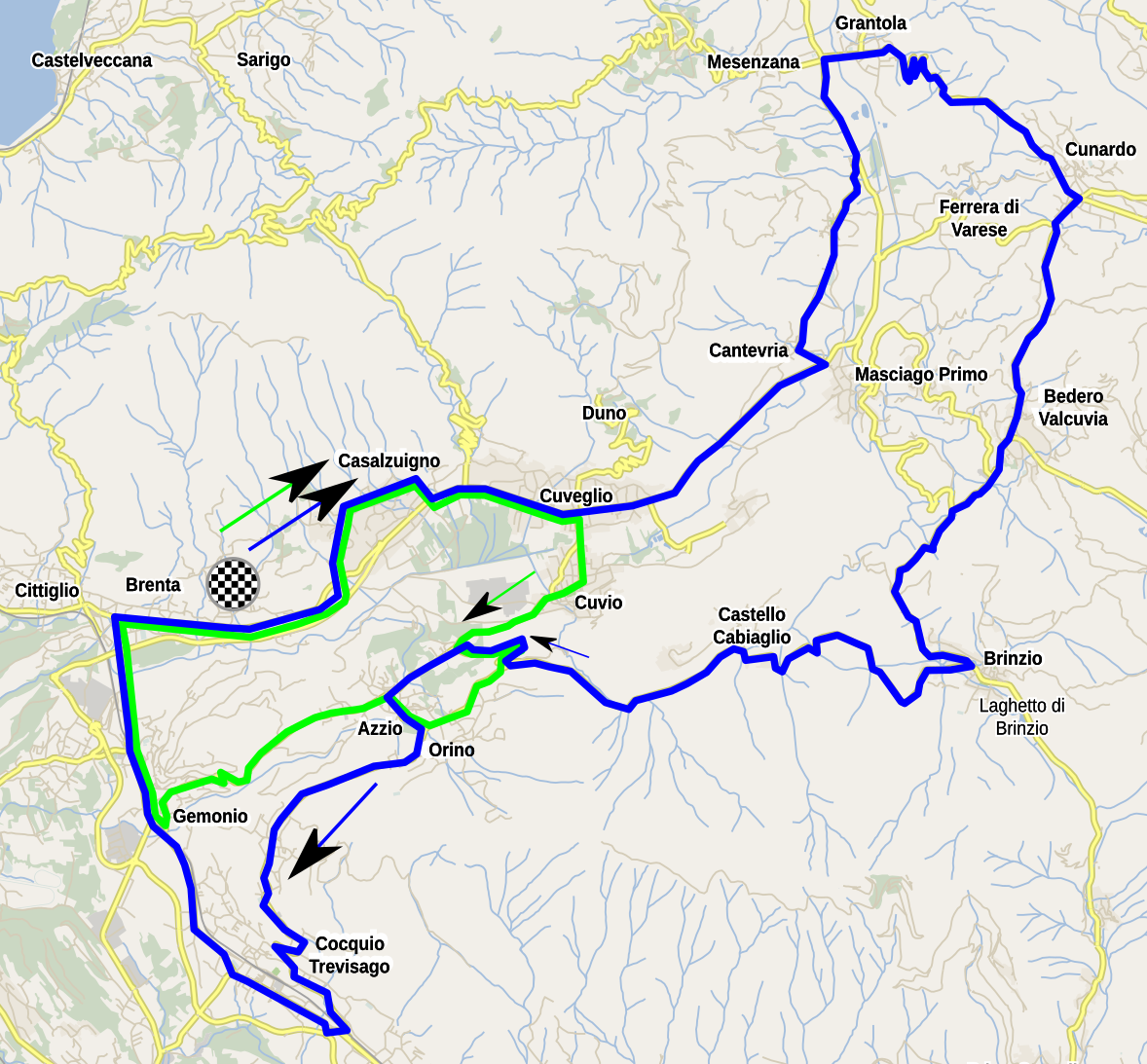
Circuits de la course
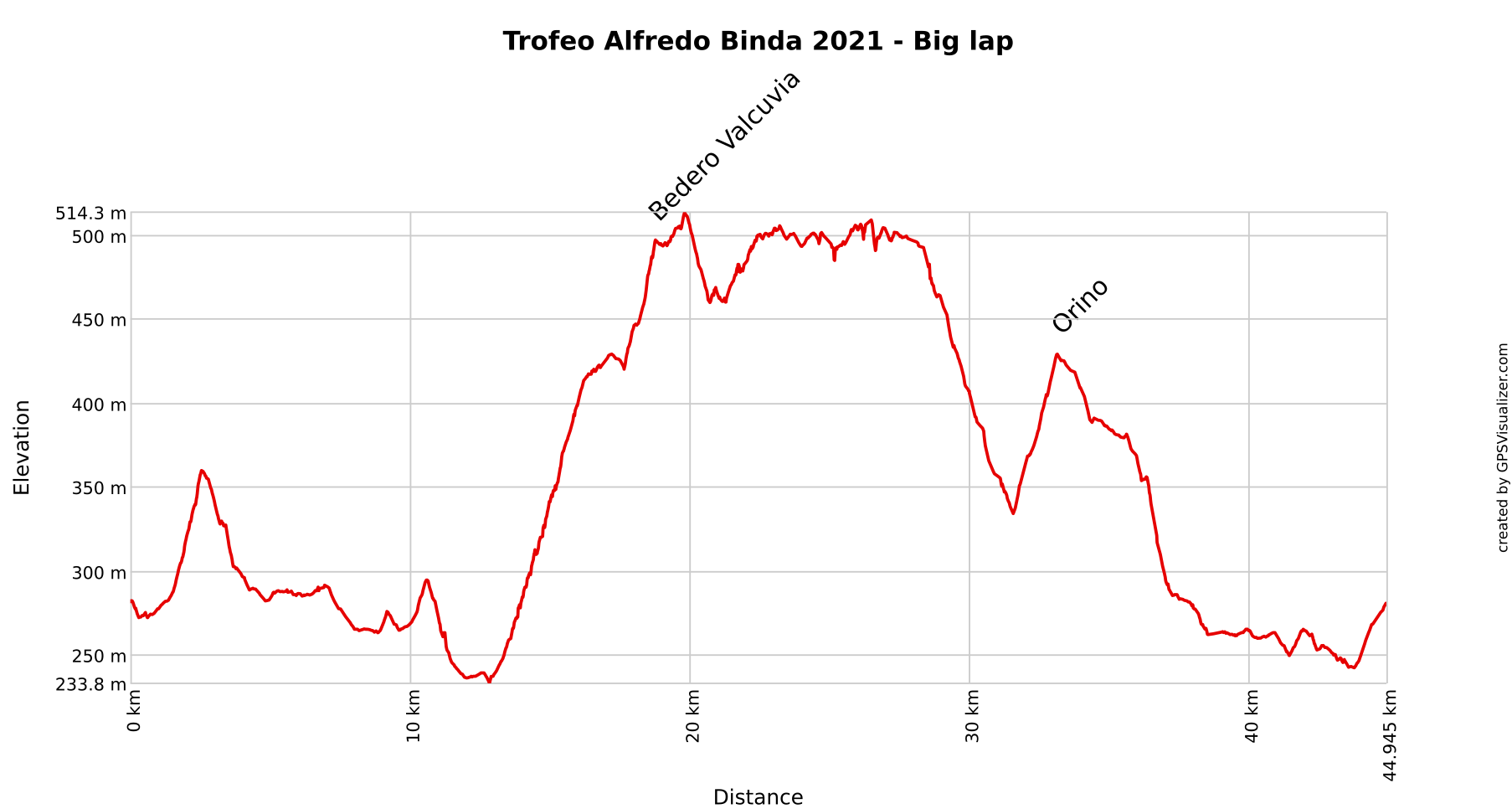
Profil du grand circuit
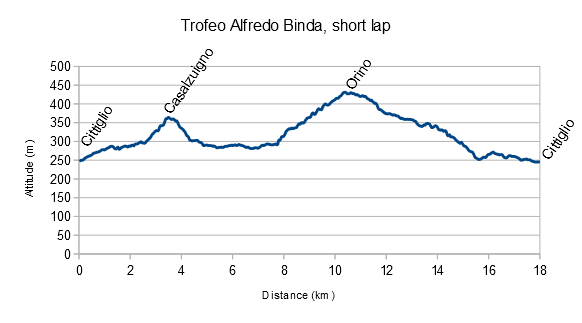
Profil du petit circuit

## Équipes
| UCI Women's WorldTeams (9)- Alé BTC Ljubljana - Canyon-SRAM Racing - FDJ-Nouvelle Aquitaine-Futuroscope - Liv Racing - Movistar Team - Team BikeExchange - Team DSM - SD Worx - Trek-Segafredo Équipes féminines continentales (13)- A.R. Monex - Ceratizit-WNT Pro Cycling - Cogeas-Mettler-Look Pro Cycling Team - Jumbo-Visma - Parkhotel Valkenburg - Tibco-Silicon Valley Bank - Aromitalia-Basso Bikes-Vaiano - BePink - Born To Win-G20-Ambedo - Isolmant-Premac-Vittoria - Servetto-Makhymo-Beltrami TSA - Top Girls Fassa Bortolo - Valcar-Travel & Service |
| |

## Favorites
La formation SD Worx a dominé la saison jusqu'alors et peut ici aussi jouer la victoire avec Chantal Blaak qui a gagné les Strade Bianche. Trek-Segafredo compte deux favorites avec Elisa Longo Borghini, vainqueur en 2013 et deuxième des Strade Bianche et Elizabeth Deignan double vainqueur de la course. Marianne Vos fait figure de vainqueur sortante et également de favorite. Amanda Spratt, Cecilie Uttrup Ludwig, Katarzyna Niewiadoma, ainsi que Mavi Garcia ont aussi montré une bonne forme et peuvent prétendre à la victoire.

## Récit de la course
Les premières tentatives d'échappée sont l'œuvre de Marta Bastianelli, Pauliena Rooijakkers, Audrey Cordon-Ragot, Marlen Reusser et Marta Jaskulska. Aucune d'entre elles, ne parvient à se maintenir en tête plus de quelques kilomètres. À trois tours de l'arrivée, Pauliena Rooijakkers sort avec Tatiana Guderzo. Leur avance atteint vingt-six secondes. Dans la côte d'Orino, il descend à quelques secondes. Audrey Cordon-Ragot et Marta Cavalli font le bond vers l'avant, mais l'avance reste faible et elles sont reprises avant le passage sur la ligne. Un contre avec Anouska Koster, Alena Amialiusik, Marlen Reusser, Alison Jackson et Katia Ragusa part alors. Le groupe est repris à vingt-neuf kilomètres de l'arrivée. Tiffany Cromwell attaque, mais est reprise dans Orino. Tayler Wiles mène le rythme. Katarzyna Niewiadoma attaque. Ashleigh Moolman-Pasio, Elisa Longo Borghini et Cecilie Uttrup Ludwig la suivent. Longo Borghini accélère de nouveau, les autres ne peuvent suivre. Elle passe en tête au sommet. Le groupe de poursuite est constitué de : Cecilie Uttrup Ludwig, Marianne Vos, Soraya Paladin et Mavi Garcia. Niewiadoma revient sur ce groupe dans la descente. Néanmoins, Elisa Longo Borghini creuse progressivement l'écart et s'impose au bout de vingt-cinq kilomètres d'échappée. Derrière, Marianne Vos règle le groupe de poursuite.

## Classements

### Classement final
| \| Classement général \| Classement général \| Classement général \| Classement général \| Classement général \| \| Coureuse \| Coureuse \| Pays \| Équipe \| Temps \| \| ------------------ \| --------------------- \| ------------------ \| ---------------------------------- \| ------------------ \| \| 1re \| Elisa Longo Borghini \| Italie \| Trek-Segafredo \| 3 h 43 min 29 s \| \| 2e \| Marianne Vos \| Pays-Bas \| Jumbo-Visma Women Team \| + 1 min 42 s \| \| 3e \| Cecilie Uttrup Ludwig \| Danemark \| FDJ-Nouvelle Aquitaine-Futuroscope \| + 1 min 42 s \| \| 4e \| Katarzyna Niewiadoma \| Pologne \| Canyon-SRAM Racing \| + 1 min 42 s \| \| 5e \| Soraya Paladin \| Italie \| Liv Racing \| + 1 min 42 s \| \| 6e \| Mavi García \| Espagne \| Alé BTC Ljubljana \| + 1 min 42 s \| \| 7e \| Elisa Balsamo \| Italie \| Valcar-Travel & Service \| + 2 min 46 s \| \| 8e \| Sofia Bertizzolo \| Italie \| Liv Racing \| + 2 min 46 s \| \| 9e \| Emilia Fahlin \| Suède \| FDJ-Nouvelle Aquitaine-Futuroscope \| + 2 min 46 s \| \| 10e \| Floortje Mackaij \| Pays-Bas \| Team DSM \| + 2 min 46 s \| |                       |          |                                    |                 |
| |                       |          |                                    |                 |
| Sources : ProCyclingStats Cycling Quotient |                       |          |                                    |                 |
| Classement général |                       |          |                                    |                 |
| Coureuse | Coureuse              | Pays     | Équipe                             | Temps           |
| 1re | Elisa Longo Borghini  | Italie   | Trek-Segafredo                     | 3 h 43 min 29 s |
| 2e | Marianne Vos          | Pays-Bas | Jumbo-Visma Women Team             | + 1 min 42 s    |
| 3e | Cecilie Uttrup Ludwig | Danemark | FDJ-Nouvelle Aquitaine-Futuroscope | + 1 min 42 s    |
| 4e | Katarzyna Niewiadoma  | Pologne  | Canyon-SRAM Racing                 | + 1 min 42 s    |
| 5e | Soraya Paladin        | Italie   | Liv Racing                         | + 1 min 42 s    |
| 6e | Mavi García           | Espagne  | Alé BTC Ljubljana                  | + 1 min 42 s    |
| 7e | Elisa Balsamo         | Italie   | Valcar-Travel & Service            | + 2 min 46 s    |
| 8e | Sofia Bertizzolo      | Italie   | Liv Racing                         | + 2 min 46 s    |
| 9e | Emilia Fahlin         | Suède    | FDJ-Nouvelle Aquitaine-Futuroscope | + 2 min 46 s    |
| 10e | Floortje Mackaij      | Pays-Bas | Team DSM                           | + 2 min 46 s    |

### UCI World Tour

#### Points attribués
| Position           | 1er | 2e  | 3e  | 4e  | 5e  | 6e  | 7e  | 8e  | 9e | 10e | 11e | 12e | 13e | 14e | 15e | 16e à 20e | 21e à 30e | 31e à 40e |
| Classement général | 400 | 320 | 260 | 220 | 180 | 140 | 120 | 100 | 80 | 68  | 56  | 48  | 40  | 32  | 28  | 24        | 16        | 8         |

| Classement par points | Classement par points       | Classement par points | Classement par points              | Classement par points |
| Coureuse              | Coureuse                    | Pays                  | Équipe                             | Points                |
| --------------------- | --------------------------- | --------------------- | ---------------------------------- | --------------------- |
| 1re                   | Elisa Longo Borghini        | Italie                | Trek-Segafredo                     | 720 pts               |
| 2e                    | Marianne Vos                | Pays-Bas              | Jumbo-Visma Women Team             | 440 pts               |
| 3e                    | Cecilie Uttrup Ludwig       | Danemark              | FDJ-Nouvelle Aquitaine-Futuroscope | 440 pts               |
| 4e                    | Chantal van den Broek-Blaak | Pays-Bas              | SD Worx                            | 408 pts               |
| 5e                    | Katarzyna Niewiadoma        | Pologne               | Canyon-SRAM Racing                 | 300 pts               |
| 6e                    | Anna van der Breggen        | Pays-Bas              | SD Worx                            | 260 pts               |
| 7e                    | Annemiek van Vleuten        | Pays-Bas              | Movistar Team                      | 220 pts               |
| 8e                    | Soraya Paladin              | Italie                | Liv Racing                         | 212 pts               |
| 9e                    | Mavi García                 | Espagne               | Alé BTC Ljubljana                  | 180 pts               |
| 10e                   | Demi Vollering              | Pays-Bas              | SD Worx                            | 140 pts               |

| Classement par points | Classement par points       | Classement par points | Classement par points              | Classement par points |
| Coureuse              | Coureuse                    | Pays                  | Équipe                             | Points                |
| --------------------- | --------------------------- | --------------------- | ---------------------------------- | --------------------- |
| 1re                   | Elisa Longo Borghini        | Italie                | Trek-Segafredo                     | 720 pts               |
| 2e                    | Marianne Vos                | Pays-Bas              | Jumbo-Visma Women Team             | 440 pts               |
| 3e                    | Cecilie Uttrup Ludwig       | Danemark              | FDJ-Nouvelle Aquitaine-Futuroscope | 440 pts               |
| 4e                    | Chantal van den Broek-Blaak | Pays-Bas              | SD Worx                            | 408 pts               |
| 5e                    | Katarzyna Niewiadoma        | Pologne               | Canyon-SRAM Racing                 | 300 pts               |
| 6e                    | Anna van der Breggen        | Pays-Bas              | SD Worx                            | 260 pts               |
| 7e                    | Annemiek van Vleuten        | Pays-Bas              | Movistar Team                      | 220 pts               |
| 8e                    | Soraya Paladin              | Italie                | Liv Racing                         | 212 pts               |
| 9e                    | Mavi García                 | Espagne               | Alé BTC Ljubljana                  | 180 pts               |
| 10e                   | Demi Vollering              | Pays-Bas              | SD Worx                            | 140 pts               |

| Classement du meilleur jeune | Classement du meilleur jeune | Classement du meilleur jeune | Classement du meilleur jeune       | Classement du meilleur jeune |
| Coureuse                     | Coureuse                     | Pays                         | Équipe                             | Points                       |
| ---------------------------- | ---------------------------- | ---------------------------- | ---------------------------------- | ---------------------------- |
| 1re                          | Évita Muzic                  | France                       | FDJ-Nouvelle Aquitaine-Futuroscope | 6 pts                        |
| 2e                           | Sarah Gigante                | Australie                    | Tibco-Silicon Valley Bank          | 6 pts                        |
| 3e                           | Maria Novolodskaya           | Russie                       | A.R. Monex Women's                 | 4 pts                        |
| 4e                           | Julia van Bokhoven           | Pays-Bas                     | Parkhotel Valkenburg               | 4 pts                        |
| 5e                           | Vittoria Guazzini            | Italie                       | Valcar-Travel & Service            | 4 pts                        |

| Classement du meilleur jeune | Classement du meilleur jeune | Classement du meilleur jeune | Classement du meilleur jeune       | Classement du meilleur jeune |
| Coureuse                     | Coureuse                     | Pays                         | Équipe                             | Points                       |
| ---------------------------- | ---------------------------- | ---------------------------- | ---------------------------------- | ---------------------------- |
| 1re                          | Évita Muzic                  | France                       | FDJ-Nouvelle Aquitaine-Futuroscope | 6 pts                        |
| 2e                           | Sarah Gigante                | Australie                    | Tibco-Silicon Valley Bank          | 6 pts                        |
| 3e                           | Maria Novolodskaya           | Russie                       | A.R. Monex Women's                 | 4 pts                        |
| 4e                           | Julia van Bokhoven           | Pays-Bas                     | Parkhotel Valkenburg               | 4 pts                        |
| 5e                           | Vittoria Guazzini            | Italie                       | Valcar-Travel & Service            | 4 pts                        |

| Classement par équipes aux points | Classement par équipes aux points  | Classement par équipes aux points | Classement par équipes aux points |
| Équipe                            | Équipe                             | Pays                              | Points                            |
| --------------------------------- | ---------------------------------- | --------------------------------- | --------------------------------- |
| 1re                               | SD Worx                            | Pays-Bas                          | 952 pts                           |
| 2e                                | Trek-Segafredo                     | États-Unis                        | 852 pts                           |
| 3e                                | FDJ-Nouvelle Aquitaine-Futuroscope | France                            | 652 pts                           |
| 4e                                | Jumbo-Visma                        | Pays-Bas                          | 480 pts                           |
| 5e                                | Liv Racing                         | Pays-Bas                          | 420 pts                           |
| 6e                                | Canyon-SRAM Racing                 | Allemagne                         | 368 pts                           |
| 7e                                | Movistar Team                      | Espagne                           | 332 pts                           |
| 8e                                | Alé BTC Ljubljana                  | Italie                            | 244 pts                           |
| 9e                                | Valcar-Travel & Service            | Italie                            | 128 pts                           |
| 10e                               | Team DSM                           | Allemagne                         | 108 pts                           |

| Classement par équipes aux points | Classement par équipes aux points  | Classement par équipes aux points | Classement par équipes aux points |
| Équipe                            | Équipe                             | Pays                              | Points                            |
| --------------------------------- | ---------------------------------- | --------------------------------- | --------------------------------- |
| 1re                               | SD Worx                            | Pays-Bas                          | 952 pts                           |
| 2e                                | Trek-Segafredo                     | États-Unis                        | 852 pts                           |
| 3e                                | FDJ-Nouvelle Aquitaine-Futuroscope | France                            | 652 pts                           |
| 4e                                | Jumbo-Visma                        | Pays-Bas                          | 480 pts                           |
| 5e                                | Liv Racing                         | Pays-Bas                          | 420 pts                           |
| 6e                                | Canyon-SRAM Racing                 | Allemagne                         | 368 pts                           |
| 7e                                | Movistar Team                      | Espagne                           | 332 pts                           |
| 8e                                | Alé BTC Ljubljana                  | Italie                            | 244 pts                           |
| 9e                                | Valcar-Travel & Service            | Italie                            | 128 pts                           |
| 10e                               | Team DSM                           | Allemagne                         | 108 pts                           |

## Liste des participantes
| Légende | Légende                                                                                | Légende | Légende                                                    |
| ------- | -------------------------------------------------------------------------------------- | ------- | ---------------------------------------------------------- |
| Num     | Dossard de départ porté par le coureur sur ce Trofeo Alfredo Binda-Comune di Cittiglio | Pos     | Position à l'arrivée de la course                          |
|         | Indique un maillot de champion national ou mondial, suivi de sa spécialité             | NP      | Indique un coureur qui n'a pas pris le départ de la course |
| AB      | Indique un coureur qui n'a pas terminé la course                                       | HD      | Indique un coureur qui a terminé la course hors des délais |

| Jumbo-Visma Women Team TJV | Jumbo-Visma Women Team TJV | Jumbo-Visma Women Team TJV |
| -------------------------- | -------------------------- | -------------------------- |
| Num                        | Coureuse                   | Pos                        |
| 1                          | Marianne Vos (NED)         | 2e                         |
| 2                          | Teuntje Beekhuis (NED)     | AB                         |
| 3                          | Riejanne Markus (NED)      | 21e                        |
| 4                          | Anouska Koster (NED)       | 25e                        |
| 5                          | Nancy van der Burg (NED)   | AB                         |
| 6                          | Julie Van de Velde (BEL)   | 53e                        |

| Alé BTC Ljubljana ALE | Alé BTC Ljubljana ALE     | Alé BTC Ljubljana ALE |
| --------------------- | ------------------------- | --------------------- |
| Num                   | Coureuse                  | Pos                   |
| 11                    | Mavi García (ESP) (route) | 6e                    |
| 12                    | Marlen Reusser (SUI)      | 27e                   |
| 13                    | Eugenia Bujak (SLO)       | AB                    |
| 14                    | Marta Bastianelli (ITA)   | 44e                   |
| 15                    | Tatiana Guderzo (ITA)     | AB                    |
| 16                    | Urša Pintar (SLO) (route) | 29e                   |

| Canyon-SRAM Racing CSR | Canyon-SRAM Racing CSR     | Canyon-SRAM Racing CSR |
| ---------------------- | -------------------------- | ---------------------- |
| Num                    | Coureuse                   | Pos                    |
| 21                     | Alena Amialiusik (BLR)     | 48e                    |
| 22                     | Hannah Barnes (GBR)        | 15e                    |
| 23                     | Tiffany Cromwell (AUS)     | 42e                    |
| 24                     | Mikayla Harvey (NZL)       | AB                     |
| 25                     | Omer Shapira (ISR) (route) | AB                     |
| 26                     | Katarzyna Niewiadoma (POL) | 4e                     |

| FDJ-Nouvelle Aquitaine-Futuroscope FDJ | FDJ-Nouvelle Aquitaine-Futuroscope FDJ | FDJ-Nouvelle Aquitaine-Futuroscope FDJ |
| -------------------------------------- | -------------------------------------- | -------------------------------------- |
| Num                                    | Coureuse                               | Pos                                    |
| 31                                     | Cecilie Uttrup Ludwig (DEN)            | 3e                                     |
| 32                                     | Marta Cavalli (ITA)                    | 35e                                    |
| 33                                     | Brodie Chapman (AUS)                   | AB                                     |
| 34                                     | Emilia Fahlin (SWE)                    | 9e                                     |
| 35                                     | Évita Muzic (FRA)                      | AB                                     |
| 36                                     | Jade Wiel (FRA)                        | AB                                     |

| Liv Racing LIV | Liv Racing LIV             | Liv Racing LIV |
| -------------- | -------------------------- | -------------- |
| Num            | Coureuse                   | Pos            |
| 41             | Sofia Bertizzolo (ITA)     | 8e             |
| 42             | Alison Jackson (CAN)       | 38e            |
| 43             | Marta Jaskulska (POL)      | 54e            |
| 44             | Jeanne Korevaar (NED)      | 26e            |
| 45             | Soraya Paladin (ITA)       | 5e             |
| 46             | Pauliena Rooijakkers (NED) | 33e            |

| Movistar Team MOV | Movistar Team MOV      | Movistar Team MOV |
| ----------------- | ---------------------- | ----------------- |
| Num               | Coureuse               | Pos               |
| 51                | Katrine Aalerud (NOR)  | 36e               |
| 52                | Jelena Erić (SRB)      | 11e               |
| 53                | Alicia González (ESP)  | AB                |
| 54                | Paula Patiño (COL)     | AB                |
| 55                | Gloria Rodríguez (ESP) | AB                |
| 56                | Leah Thomas (USA)      | 18e               |

| Team BikeExchange BEX | Team BikeExchange BEX          | Team BikeExchange BEX |
| --------------------- | ------------------------------ | --------------------- |
| Num                   | Coureuse                       | Pos                   |
| 61                    | Amanda Spratt (AUS)            | 22e                   |
| 62                    | Lucy Kennedy (AUS)             | 37e                   |
| 63                    | Georgia Williams (NZL) (route) | AB                    |
| 64                    | Ane Santesteban (ESP)          | 45e                   |
| 65                    | Janneke Ensing (NED)           | AB                    |
| 66                    | Urška Žigart (SLO)             | AB                    |

| Team DSM DSM | Team DSM DSM           | Team DSM DSM |
| ------------ | ---------------------- | ------------ |
| Num          | Coureuse               | Pos          |
| 71           | Pfeiffer Georgi (GBR)  | 39e          |
| 72           | Juliette Labous (FRA)  | AB           |
| 73           | Wilma Olausson (SWE)   | AB           |
| 74           | Floortje Mackaij (NED) | 10e          |
| 75           | Esmée Peperkamp (NED)  | AB           |
| 76           | Julia Soek (NED)       | AB           |

| SD Worx SDW | SD Worx SDW                       | SD Worx SDW |
| ----------- | --------------------------------- | ----------- |
| Num         | Coureuse                          | Pos         |
| 81          | Chantal van den Broek-Blaak (NED) | 31e         |
| 82          | Karol-Ann Canuel (CAN)            | 52e         |
| 83          | Elena Cecchini (ITA)              | 20e         |
| 84          | Niamh Fisher-Black (NZL)          | 30e         |
| 85          | Ashleigh Moolman (RSA) (route)    | 14e         |
| 86          | Anna Shackley (GBR)               | 46e         |

| Trek-Segafredo TFS | Trek-Segafredo TFS                 | Trek-Segafredo TFS |
| ------------------ | ---------------------------------- | ------------------ |
| Num                | Coureuse                           | Pos                |
| 92                 | Lizzie Deignan (GBR)               | 12e                |
| 93                 | Elisa Longo Borghini (ITA) (route) | 1re                |
| 94                 | Audrey Cordon-Ragot (FRA) (route)  | AB                 |
| 95                 | Tayler Wiles (USA)                 | 49e                |
| 96                 | Ruth Edwards (USA)                 | 51e                |

| Ceratizit-WNT Pro Cycling WNT | Ceratizit-WNT Pro Cycling WNT | Ceratizit-WNT Pro Cycling WNT |
| ----------------------------- | ----------------------------- | ----------------------------- |
| Num                           | Coureuse                      | Pos                           |
| 101                           | Erica Magnaldi (ITA)          | 19e                           |
| 102                           | Lara Vieceli (ITA)            | AB                            |
| 103                           | Laura Asencio (FRA)           | AB                            |
| 104                           | Franziska Brauße (GER)        | AB                            |
| 105                           | Kathrin Hammes (GER)          | AB                            |
| 106                           | Sarah Rijkes (AUT)            | AB                            |

| Valcar-Travel & Service VAL | Valcar-Travel & Service VAL | Valcar-Travel & Service VAL |
| --------------------------- | --------------------------- | --------------------------- |
| Num                         | Coureuse                    | Pos                         |
| 111                         | Elisa Balsamo (ITA)         | 7e                          |
| 112                         | Vittoria Guazzini (ITA)     | AB                          |
| 113                         | Eleonora Gasparrini (ITA)   | AB                          |
| 114                         | Ilaria Sanguineti (ITA)     | AB                          |
| 115                         | Silvia Pollicini (ITA)      | AB                          |
| 116                         | Federica Piergiovanni (ITA) | AB                          |

| Parkhotel Valkenburg PHV | Parkhotel Valkenburg PHV | Parkhotel Valkenburg PHV |
| ------------------------ | ------------------------ | ------------------------ |
| Num                      | Coureuse                 | Pos                      |
| 121                      | Nina Buysman (NED)       | AB                       |
| 122                      | Lieke Nooijen (NED)      | AB                       |
| 123                      | Femke Gerritse (NED)     | AB                       |
| 124                      | Pien Limpens (NED)       | AB                       |
| 126                      | Julia van Bokhoven (NED) | 28e                      |

| Tibco-Silicon Valley Bank TIB | Tibco-Silicon Valley Bank TIB | Tibco-Silicon Valley Bank TIB |
| ----------------------------- | ----------------------------- | ----------------------------- |
| Num                           | Coureuse                      | Pos                           |
| 131                           | Lauren Stephens (USA)         | 16e                           |
| 132                           | Sarah Gigante (AUS)           | 23e                           |
| 133                           | Tanja Erath (GER)             | AB                            |
| 134                           | Leah Dixon (GBR)              | AB                            |
| 135                           | Eri Yonamine (JPN)            | 43e                           |

| A.R. Monex Women's ASA | A.R. Monex Women's ASA        | A.R. Monex Women's ASA |
| ---------------------- | ----------------------------- | ---------------------- |
| Num                    | Coureuse                      | Pos                    |
| 141                    | Mariia Miliaeva (RUS)         | AB                     |
| 142                    | Eider Merino (ESP)            | 32e                    |
| 143                    | Maria Novolodskaya (RUS)      | 24e                    |
| 144                    | Katia Ragusa (ITA)            | 13e                    |
| 145                    | Lizbeth Salazar (MEX)         | AB                     |
| 146                    | Maria Vittoria Sperotto (ITA) | AB                     |

| Aromitalia-Basso Bikes-Vaiano VAI | Aromitalia-Basso Bikes-Vaiano VAI | Aromitalia-Basso Bikes-Vaiano VAI |
| --------------------------------- | --------------------------------- | --------------------------------- |
| Num                               | Coureuse                          | Pos                               |
| 151                               | Rasa Leleivytė (LTU)              | 50e                               |
| 152                               | Olivija Baleišytė (LTU)           | AB                                |
| 153                               | Letizia Borghesi (ITA)            | 40e                               |
| 154                               | Inga Čilvinaitė (LTU)             | AB                                |
| 155                               | Giulia Marchesini (ITA)           | AB                                |
| 156                               | Giada Borghesi (ITA)              | AB                                |

| Bepink BPK | Bepink BPK              | Bepink BPK |
| ---------- | ----------------------- | ---------- |
| Num        | Coureuse                | Pos        |
| 161        | Silvia Zanardi (ITA)    | AB         |
| 162        | Camilla Alessio (ITA)   | AB         |
| 163        | Michaela Drummond (NZL) | AB         |
| 164        | Matilde Vitillo (ITA)   | AB         |
| 165        | Nadia Quagliotto (ITA)  | AB         |
| 166        | Silvia Valsecchi (ITA)  | AB         |

| Born To Win-G20-Ambedo BTW | Born To Win-G20-Ambedo BTW | Born To Win-G20-Ambedo BTW |
| -------------------------- | -------------------------- | -------------------------- |
| Num                        | Coureuse                   | Pos                        |
| 171                        | Francesca Balducci (ITA)   | AB                         |
| 172                        | Giorgia Simoni (ITA)       | AB                         |
| 173                        | Anastasia Carbonari (ITA)  | AB                         |
| 174                        | Martina Sgrisleri (ITA)    | AB                         |
| 175                        | Alice Palazzi (ITA)        | AB                         |
| 176                        | Leonora Geppi (ITA)        | AB                         |

| Cogeas-Mettler-Look Pro Cycling Team CGS | Cogeas-Mettler-Look Pro Cycling Team CGS | Cogeas-Mettler-Look Pro Cycling Team CGS |
| ---------------------------------------- | ---------------------------------------- | ---------------------------------------- |
| Num                                      | Coureuse                                 | Pos                                      |
| 182                                      | Diana Klimova (RUS) (route)              | AB                                       |
| 183                                      | Iuliia Galimullina (RUS)                 | AB                                       |
| 184                                      | Marina Uvarova (RUS)                     | AB                                       |
| 185                                      | Gulnaz Khatuntseva (RUS)                 | AB                                       |
| 186                                      | Tamara Dronova (RUS)                     | AB                                       |

| Isolmant-Premac-Vittoria SBT | Isolmant-Premac-Vittoria SBT | Isolmant-Premac-Vittoria SBT |
| ---------------------------- | ---------------------------- | ---------------------------- |
| Num                          | Coureuse                     | Pos                          |
| 191                          | Martina Fidanza (ITA)        | AB                           |
| 192                          | Francesca Pisciali (ITA)     | AB                           |
| 193                          | Francesca Baroni (ITA)       | 41e                          |
| 194                          | Alice Gasparini (ITA)        | AB                           |
| 195                          | Gaia Realini (ITA)           | AB                           |

| Servetto-Makhymo-Beltrami TSA SER | Servetto-Makhymo-Beltrami TSA SER | Servetto-Makhymo-Beltrami TSA SER |
| --------------------------------- | --------------------------------- | --------------------------------- |
| Num                               | Coureuse                          | Pos                               |
| 201                               | Anna Potokina (RUS)               | AB                                |
| 202                               | Lina Svarinska (LAT)              | AB                                |
| 203                               | Sara Casasola (ITA)               | AB                                |
| 204                               | Nadja Heigl (AUT)                 | AB                                |
| 205                               | Asia Zontone (ITA)                | AB                                |
| 206                               | Elis Simeoni (ITA)                | AB                                |

| Top Girls Fassa Bortolo TOP | Top Girls Fassa Bortolo TOP | Top Girls Fassa Bortolo TOP |
| --------------------------- | --------------------------- | --------------------------- |
| Num                         | Coureuse                    | Pos                         |
| 212                         | Giorgia Bariani (ITA)       | 47e                         |
| 213                         | Elisa Dalla Valle (ITA)     | AB                          |
| 214                         | Greta Marturano (ITA)       | 34e                         |
| 215                         | Giorgia Vettorello (ITA)    | AB                          |
| 216                         | Debora Silvestri (ITA)      | 17e                         |

| Jumbo-Visma Women Team TJV | Jumbo-Visma Women Team TJV | Jumbo-Visma Women Team TJV |
| -------------------------- | -------------------------- | -------------------------- |
| Num                        | Coureuse                   | Pos                        |
| 1                          | Marianne Vos (NED)         | 2e                         |
| 2                          | Teuntje Beekhuis (NED)     | AB                         |
| 3                          | Riejanne Markus (NED)      | 21e                        |
| 4                          | Anouska Koster (NED)       | 25e                        |
| 5                          | Nancy van der Burg (NED)   | AB                         |
| 6                          | Julie Van de Velde (BEL)   | 53e                        |

| Alé BTC Ljubljana ALE | Alé BTC Ljubljana ALE     | Alé BTC Ljubljana ALE |
| --------------------- | ------------------------- | --------------------- |
| Num                   | Coureuse                  | Pos                   |
| 11                    | Mavi García (ESP) (route) | 6e                    |
| 12                    | Marlen Reusser (SUI)      | 27e                   |
| 13                    | Eugenia Bujak (SLO)       | AB                    |
| 14                    | Marta Bastianelli (ITA)   | 44e                   |
| 15                    | Tatiana Guderzo (ITA)     | AB                    |
| 16                    | Urša Pintar (SLO) (route) | 29e                   |

| Canyon-SRAM Racing CSR | Canyon-SRAM Racing CSR     | Canyon-SRAM Racing CSR |
| ---------------------- | -------------------------- | ---------------------- |
| Num                    | Coureuse                   | Pos                    |
| 21                     | Alena Amialiusik (BLR)     | 48e                    |
| 22                     | Hannah Barnes (GBR)        | 15e                    |
| 23                     | Tiffany Cromwell (AUS)     | 42e                    |
| 24                     | Mikayla Harvey (NZL)       | AB                     |
| 25                     | Omer Shapira (ISR) (route) | AB                     |
| 26                     | Katarzyna Niewiadoma (POL) | 4e                     |

| FDJ-Nouvelle Aquitaine-Futuroscope FDJ | FDJ-Nouvelle Aquitaine-Futuroscope FDJ | FDJ-Nouvelle Aquitaine-Futuroscope FDJ |
| -------------------------------------- | -------------------------------------- | -------------------------------------- |
| Num                                    | Coureuse                               | Pos                                    |
| 31                                     | Cecilie Uttrup Ludwig (DEN)            | 3e                                     |
| 32                                     | Marta Cavalli (ITA)                    | 35e                                    |
| 33                                     | Brodie Chapman (AUS)                   | AB                                     |
| 34                                     | Emilia Fahlin (SWE)                    | 9e                                     |
| 35                                     | Évita Muzic (FRA)                      | AB                                     |
| 36                                     | Jade Wiel (FRA)                        | AB                                     |

| Liv Racing LIV | Liv Racing LIV             | Liv Racing LIV |
| -------------- | -------------------------- | -------------- |
| Num            | Coureuse                   | Pos            |
| 41             | Sofia Bertizzolo (ITA)     | 8e             |
| 42             | Alison Jackson (CAN)       | 38e            |
| 43             | Marta Jaskulska (POL)      | 54e            |
| 44             | Jeanne Korevaar (NED)      | 26e            |
| 45             | Soraya Paladin (ITA)       | 5e             |
| 46             | Pauliena Rooijakkers (NED) | 33e            |

| Movistar Team MOV | Movistar Team MOV      | Movistar Team MOV |
| ----------------- | ---------------------- | ----------------- |
| Num               | Coureuse               | Pos               |
| 51                | Katrine Aalerud (NOR)  | 36e               |
| 52                | Jelena Erić (SRB)      | 11e               |
| 53                | Alicia González (ESP)  | AB                |
| 54                | Paula Patiño (COL)     | AB                |
| 55                | Gloria Rodríguez (ESP) | AB                |
| 56                | Leah Thomas (USA)      | 18e               |

| Team BikeExchange BEX | Team BikeExchange BEX          | Team BikeExchange BEX |
| --------------------- | ------------------------------ | --------------------- |
| Num                   | Coureuse                       | Pos                   |
| 61                    | Amanda Spratt (AUS)            | 22e                   |
| 62                    | Lucy Kennedy (AUS)             | 37e                   |
| 63                    | Georgia Williams (NZL) (route) | AB                    |
| 64                    | Ane Santesteban (ESP)          | 45e                   |
| 65                    | Janneke Ensing (NED)           | AB                    |
| 66                    | Urška Žigart (SLO)             | AB                    |

| Team DSM DSM | Team DSM DSM           | Team DSM DSM |
| ------------ | ---------------------- | ------------ |
| Num          | Coureuse               | Pos          |
| 71           | Pfeiffer Georgi (GBR)  | 39e          |
| 72           | Juliette Labous (FRA)  | AB           |
| 73           | Wilma Olausson (SWE)   | AB           |
| 74           | Floortje Mackaij (NED) | 10e          |
| 75           | Esmée Peperkamp (NED)  | AB           |
| 76           | Julia Soek (NED)       | AB           |

| SD Worx SDW | SD Worx SDW                       | SD Worx SDW |
| ----------- | --------------------------------- | ----------- |
| Num         | Coureuse                          | Pos         |
| 81          | Chantal van den Broek-Blaak (NED) | 31e         |
| 82          | Karol-Ann Canuel (CAN)            | 52e         |
| 83          | Elena Cecchini (ITA)              | 20e         |
| 84          | Niamh Fisher-Black (NZL)          | 30e         |
| 85          | Ashleigh Moolman (RSA) (route)    | 14e         |
| 86          | Anna Shackley (GBR)               | 46e         |

| Trek-Segafredo TFS | Trek-Segafredo TFS                 | Trek-Segafredo TFS |
| ------------------ | ---------------------------------- | ------------------ |
| Num                | Coureuse                           | Pos                |
| 92                 | Lizzie Deignan (GBR)               | 12e                |
| 93                 | Elisa Longo Borghini (ITA) (route) | 1re                |
| 94                 | Audrey Cordon-Ragot (FRA) (route)  | AB                 |
| 95                 | Tayler Wiles (USA)                 | 49e                |
| 96                 | Ruth Edwards (USA)                 | 51e                |

| Ceratizit-WNT Pro Cycling WNT | Ceratizit-WNT Pro Cycling WNT | Ceratizit-WNT Pro Cycling WNT |
| ----------------------------- | ----------------------------- | ----------------------------- |
| Num                           | Coureuse                      | Pos                           |
| 101                           | Erica Magnaldi (ITA)          | 19e                           |
| 102                           | Lara Vieceli (ITA)            | AB                            |
| 103                           | Laura Asencio (FRA)           | AB                            |
| 104                           | Franziska Brauße (GER)        | AB                            |
| 105                           | Kathrin Hammes (GER)          | AB                            |
| 106                           | Sarah Rijkes (AUT)            | AB                            |

| Valcar-Travel & Service VAL | Valcar-Travel & Service VAL | Valcar-Travel & Service VAL |
| --------------------------- | --------------------------- | --------------------------- |
| Num                         | Coureuse                    | Pos                         |
| 111                         | Elisa Balsamo (ITA)         | 7e                          |
| 112                         | Vittoria Guazzini (ITA)     | AB                          |
| 113                         | Eleonora Gasparrini (ITA)   | AB                          |
| 114                         | Ilaria Sanguineti (ITA)     | AB                          |
| 115                         | Silvia Pollicini (ITA)      | AB                          |
| 116                         | Federica Piergiovanni (ITA) | AB                          |

| Parkhotel Valkenburg PHV | Parkhotel Valkenburg PHV | Parkhotel Valkenburg PHV |
| ------------------------ | ------------------------ | ------------------------ |
| Num                      | Coureuse                 | Pos                      |
| 121                      | Nina Buysman (NED)       | AB                       |
| 122                      | Lieke Nooijen (NED)      | AB                       |
| 123                      | Femke Gerritse (NED)     | AB                       |
| 124                      | Pien Limpens (NED)       | AB                       |
| 126                      | Julia van Bokhoven (NED) | 28e                      |

| Tibco-Silicon Valley Bank TIB | Tibco-Silicon Valley Bank TIB | Tibco-Silicon Valley Bank TIB |
| ----------------------------- | ----------------------------- | ----------------------------- |
| Num                           | Coureuse                      | Pos                           |
| 131                           | Lauren Stephens (USA)         | 16e                           |
| 132                           | Sarah Gigante (AUS)           | 23e                           |
| 133                           | Tanja Erath (GER)             | AB                            |
| 134                           | Leah Dixon (GBR)              | AB                            |
| 135                           | Eri Yonamine (JPN)            | 43e                           |

| A.R. Monex Women's ASA | A.R. Monex Women's ASA        | A.R. Monex Women's ASA |
| ---------------------- | ----------------------------- | ---------------------- |
| Num                    | Coureuse                      | Pos                    |
| 141                    | Mariia Miliaeva (RUS)         | AB                     |
| 142                    | Eider Merino (ESP)            | 32e                    |
| 143                    | Maria Novolodskaya (RUS)      | 24e                    |
| 144                    | Katia Ragusa (ITA)            | 13e                    |
| 145                    | Lizbeth Salazar (MEX)         | AB                     |
| 146                    | Maria Vittoria Sperotto (ITA) | AB                     |

| Aromitalia-Basso Bikes-Vaiano VAI | Aromitalia-Basso Bikes-Vaiano VAI | Aromitalia-Basso Bikes-Vaiano VAI |
| --------------------------------- | --------------------------------- | --------------------------------- |
| Num                               | Coureuse                          | Pos                               |
| 151                               | Rasa Leleivytė (LTU)              | 50e                               |
| 152                               | Olivija Baleišytė (LTU)           | AB                                |
| 153                               | Letizia Borghesi (ITA)            | 40e                               |
| 154                               | Inga Čilvinaitė (LTU)             | AB                                |
| 155                               | Giulia Marchesini (ITA)           | AB                                |
| 156                               | Giada Borghesi (ITA)              | AB                                |

| Bepink BPK | Bepink BPK              | Bepink BPK |
| ---------- | ----------------------- | ---------- |
| Num        | Coureuse                | Pos        |
| 161        | Silvia Zanardi (ITA)    | AB         |
| 162        | Camilla Alessio (ITA)   | AB         |
| 163        | Michaela Drummond (NZL) | AB         |
| 164        | Matilde Vitillo (ITA)   | AB         |
| 165        | Nadia Quagliotto (ITA)  | AB         |
| 166        | Silvia Valsecchi (ITA)  | AB         |

| Born To Win-G20-Ambedo BTW | Born To Win-G20-Ambedo BTW | Born To Win-G20-Ambedo BTW |
| -------------------------- | -------------------------- | -------------------------- |
| Num                        | Coureuse                   | Pos                        |
| 171                        | Francesca Balducci (ITA)   | AB                         |
| 172                        | Giorgia Simoni (ITA)       | AB                         |
| 173                        | Anastasia Carbonari (ITA)  | AB                         |
| 174                        | Martina Sgrisleri (ITA)    | AB                         |
| 175                        | Alice Palazzi (ITA)        | AB                         |
| 176                        | Leonora Geppi (ITA)        | AB                         |

| Cogeas-Mettler-Look Pro Cycling Team CGS | Cogeas-Mettler-Look Pro Cycling Team CGS | Cogeas-Mettler-Look Pro Cycling Team CGS |
| ---------------------------------------- | ---------------------------------------- | ---------------------------------------- |
| Num                                      | Coureuse                                 | Pos                                      |
| 182                                      | Diana Klimova (RUS) (route)              | AB                                       |
| 183                                      | Iuliia Galimullina (RUS)                 | AB                                       |
| 184                                      | Marina Uvarova (RUS)                     | AB                                       |
| 185                                      | Gulnaz Khatuntseva (RUS)                 | AB                                       |
| 186                                      | Tamara Dronova (RUS)                     | AB                                       |

| Isolmant-Premac-Vittoria SBT | Isolmant-Premac-Vittoria SBT | Isolmant-Premac-Vittoria SBT |
| ---------------------------- | ---------------------------- | ---------------------------- |
| Num                          | Coureuse                     | Pos                          |
| 191                          | Martina Fidanza (ITA)        | AB                           |
| 192                          | Francesca Pisciali (ITA)     | AB                           |
| 193                          | Francesca Baroni (ITA)       | 41e                          |
| 194                          | Alice Gasparini (ITA)        | AB                           |
| 195                          | Gaia Realini (ITA)           | AB                           |

| Servetto-Makhymo-Beltrami TSA SER | Servetto-Makhymo-Beltrami TSA SER | Servetto-Makhymo-Beltrami TSA SER |
| --------------------------------- | --------------------------------- | --------------------------------- |
| Num                               | Coureuse                          | Pos                               |
| 201                               | Anna Potokina (RUS)               | AB                                |
| 202                               | Lina Svarinska (LAT)              | AB                                |
| 203                               | Sara Casasola (ITA)               | AB                                |
| 204                               | Nadja Heigl (AUT)                 | AB                                |
| 205                               | Asia Zontone (ITA)                | AB                                |
| 206                               | Elis Simeoni (ITA)                | AB                                |

| Top Girls Fassa Bortolo TOP | Top Girls Fassa Bortolo TOP | Top Girls Fassa Bortolo TOP |
| --------------------------- | --------------------------- | --------------------------- |
| Num                         | Coureuse                    | Pos                         |
| 212                         | Giorgia Bariani (ITA)       | 47e                         |
| 213                         | Elisa Dalla Valle (ITA)     | AB                          |
| 214                         | Greta Marturano (ITA)       | 34e                         |
| 215                         | Giorgia Vettorello (ITA)    | AB                          |
| 216                         | Debora Silvestri (ITA)      | 17e                         |